# Breathless (cântec)
„Breathless” este un cântec al interpretului britanic Shayne Ward. Acesta a fost compus de Rami Yacoub, Savan Kotecha și Arnthor Birgisson și a fost inclus pe cel de-al doilea material discografic de studio al artistului, Breathless. Piesa a fost lansată ca cel de-al doilea disc single al albumului pe data de 19 noiembrie 2007 în Regatul Unit.
Piesa a debutat pe locul 6 în UK Singles Chart și pe locul 5 în Ireland Singles Chart. „Breathless” s-a poziționat pe locul 2 în Irlanda și a devenit cel de-al doilea cântec clasat pe locul 1 în Taiwan al artistului. De asemenea, „Breathless”, a câștigat locul 20 în topul european.

## Informații generale
„Breathless” este un cântec R&B, scris în tonalitatea re major. În realizarea compoziției s-au folosit ca intrumente pianul și chitara.
Discul single a fost lansat pe data de 19 noiembrie 2007 în Regatul Unit, devenind cel de-al patrulea cântec de top 10 al artistului în această țară. Piesa a fost promovată prin intermediul unui videoclip și printr-o serie de interpetări în direct, în cadrul emisiunilor The X Factor, BBC Switch: Sound și The Paul O'Grady Show.
Piesa a debutat pe locul 6 în UK Singles Chart, însă nu a urcat în clasament, devenind cel de-al cincilea disc de top 20 în Regatul Unit. În Irlanda, „Breathless”, a intrat în clasament pe locul 5 și s-a poziționat pe treapta secundă, fiind oprit din ascensiune de către piesa „Bleeding Love”, interpretată de Leona Lewis. Discul a debutat direct pe locul 1 în clasamentul din Taiwan, unde a staționat timp de două săptămâni. De asemenea, „Breathless”, a câștigat locul 20 în topul european.

## Lista cântecelor
Disc single distribuit în Regatul Unit
1. „Breathless”
2. „Gonna Be Alright”

## Clasamente
| Clasament             | Poziția maximă | Referință |
| --------------------- | -------------- | --------- |
| Euro 200              | 20             | [ 7 ]     |
| Ireland Singles Chart | 2              | [ 5 ]     |
| Taiwan Singles Chart  | 1              | [ 6 ]     |
| UK Singles Chart      | 6              | [ 3 ]     |